# Julius Spengel
Julius Heinrich Spengel (12. juni 1853 i Hamburg – 17. april 1936 sammesteds) var en tysk musiker.
Spengel virkede efter studieår i Berlin fra 1872 i sin fødeby som pianist og lærer og som komponist og leder af Cæcilia-Verein, af hvis a-cappella sang Spengel havde megen fortjeneste. Hans kompositioner er symfoni, klaverkvartet, sange og korstykker.